# Chancy
Chancy – gmina (fr. commune; niem. Gemeinde) w Szwajcarii, w kantonie Genewa.  

## Demografia
W Chancy mieszka 1 708 osób. W 2020 roku 21,5% populacji gminy stanowiły osoby urodzone poza Szwajcarią.

## Transport
Przez teren gminy przebiega droga główna nr 103.